# Jacob Young (chính khách)
Jacob Young (sinh ngày 2 tháng 2 năm 1993) là một chính khách Đảng Bảo thủ người Anh, người đã được bầu làm Nghị sĩ Quốc hội (MP) cho Redcar trong cuộc tổng tuyển cử năm 2019. Ông là nghị sĩ đảng Bảo thủ đầu tiên đại diện cho khu vực bầu cử.

## Đầu đời và sự nghiệp
Young sinh ra và lớn lên trong một gia đình thuộc tầng lớp lao động ở Middlesbrough, North Yorkshire, Anh. Ông có sáu anh chị em. Ông đã theo học tại Học viện Macmillan. Sau đó Young theo học tại Redcar & Cleveland College và TTE Technical Institute. Sau đó, ông nhận được Chứng chỉ Quốc gia Cao hơn về kỹ thuật hóa học tại Đại học Teesside. Khi còn học đại học, ông tham gia Đảng Bảo thủ.
Sau đó, anh được đào tạo như một kỹ thuật viên tập sự và làm việc với tư cách là nhà điều hành quy trình cho Chemoxy International Ltd. Young sau đó trở thành kỹ thuật viên chính cho một công ty hóa dầu.

## Đời tư
Young là người đồng tính và đã đính hôn với bạn đời của mình, Jack.